# Megastes septentrionis
Megastes septentrionis là một loài bướm đêm trong họ Crambidae.